# 51261 Holuša
(51261) Holuša, denumire internațională (51261) Holusa, este un asteroid din centura principală de asteroizi.

## Descriere
51261 Holuša este un asteroid din centura principală de asteroizi. A fost descoperit pe 13 mai 2000 la Observatorul din Ondřejov de Lenka Šarounová. Asteroidul prezintă o orbită caracterizată de o semiaxă mare de 2,67 ua, o excentricitate de 0,13 și o înclinație de 2,0° în raport cu ecliptica.